# آندریفکا (استان آمور)
آندریفکا (به لاتین: Andreyevka) یک منطقهٔ مسکونی در روسیه است که در استان آمور واقع شده‌است.